# ویم املوپ
ویم املوپ (انگلیسی: Wim Omloop؛ زادهٔ ۵ اکتبر ۱۹۷۱) دوچرخه‌سوار اهل بلژیک است.
از باشگاه‌هایی که در آن بازی کرده‌است می‌توان به تیم لوتو–سودال اشاره کرد.